# Srečko Glivar

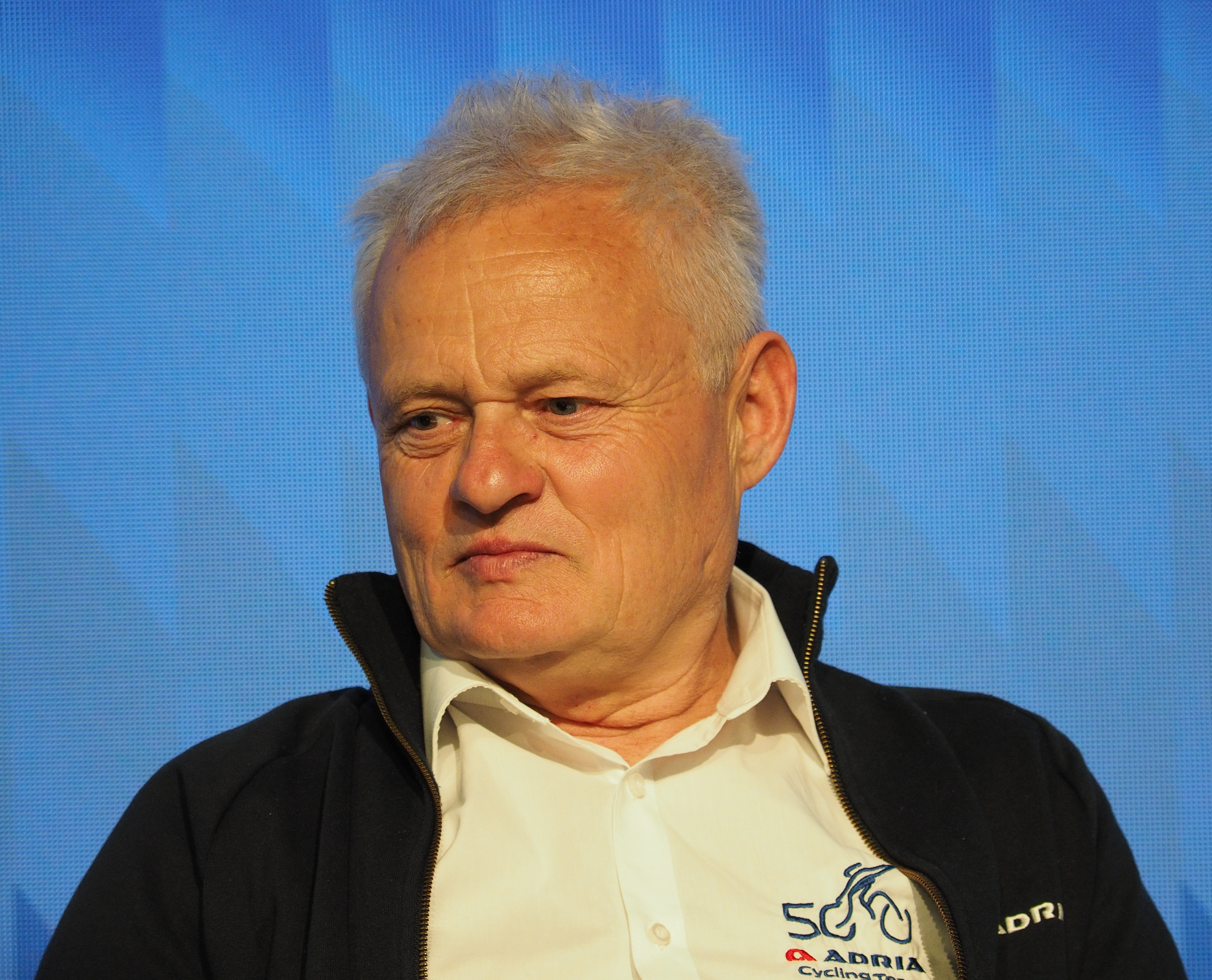
Srečko Glivar (2023)

Srečko Glivar (* 26. August 1966) ist ein ehemaliger jugoslawischer Radrennfahrer und nationaler Meister im Radsport.

## Sportliche Laufbahn
Glivar war Straßenradsportler. 1989 gewann er die jugoslawische Meisterschaft im Straßenrennen vor Sandi Papež. 
1986 wurde er Dritter der Jugoslawien-Rundfahrt. 1987 wurde er Zweiter im Etappenrennen Putevima AVNOJ-a hinter Papež, 1988 gewann er das Rennen. In der Slowenien-Rundfahrt 1993 kam er auf den 2. Platz hinter Boris Premužič. 1994 siegte er im Eintagesrennen Memorijal Stjepan Grgac.
Die Österreich-Rundfahrt bestritt er siebenmal. 1986 kam er in der Österreich-Rundfahrt auf den 7. Rang. Dies war sein bestes Gesamtresultat in der Rundfahrt. 1991 startete er in der Internationalen Friedensfahrt und schied aus dem Rennen aus.

## Berufliches
2021 wurde er Sportlicher Leiter im Radsportteam Adria Mobil. Zuvor war er für die Teams Krka Telekom, Perutnina Ptuj und Loborika Favorit Team tätig.

## Familiäres
Sein Sohn Gal Glivar wurde ebenfalls Radrennfahrer.